# Madeleine Dansereau
Madeleine Dansereau (née en 1922 et décédée le 20 mars 1991) est considérée comme la première femme joaillière du Québec,. Elle est aussi connue sous le nom de Madeleine Maranda-Dansereau.

## Biographie
Née Madeleine Maranda en 1922 à Montréal, elle étudie la peinture à l'École des beaux-arts de Montréal entre 1938-1941. 
En 1953, elle marie Arthur Dansereau. De cette union naîtra deux filles.
De 1959 à 1965, elle étudie dans l'atelier de Philippe Vauthier, un bijoutier suisse basé à Montréal. En 1973, elle fonde l'École de joaillerie et de métaux d'art avec Armand Brochard, joaillier originaire de la Belgique,. Cette école spécialisée en joaillerie et en travail des métaux répond à un manque de formation dans le domaine au Québec. On la connaît aujourd'hui sous le nom d'École de joaillerie de Montréal. 
En 1985, elle conçoit la médaille de l'Ordre national du Québec, la plus haute distinction décernée par le Gouvernement du Québec. 
Elle meurt en 1991. 

## Hommage
La rue Madeleine-Dansereau dans le quartier Rosemont de Montréal est nommée en son honneur.
En 2001, la Société de développement des entreprises culturelles (SODEC) nomme le prix de l'exportation en métiers d'art offert aux artisans québécois le Prix Madeleine-Dansereau.

## Musées et collections publiques
- Musée des beaux-arts de Montréal
- Musée canadien de l'histoire
- Musée de la civilisation[7]
- Musée des métiers d'art du Québec